# Quân đoàn 50 (Đức Quốc xã)
Quân đoàn 50 (L. Armeekorps), một quân đoàn của Đức Quốc xã được thành lập trong cuộc chiến tranh thế giới thứ hai.

## Tư lệnh
Tướng Kỵ binh Georg Lindemann, 1 tháng 10 năm 1940 – Ngày 19 Tháng 1, 1942
Tướng Kỵ binh Philipp Kleffel, 19 tháng 1 năm 1942 – Ngày 3 Tháng 3, 1942
Tướng Bộ binh Herbert von Böckmann, 3 tháng 3 năm 1942 – Ngày 20 Tháng 7, 1942
Tướng Kỵ binh Philipp Kleffel, 20 tháng 7 năm 1942 – Ngày 17 Tháng 9, 1943
Tướng Bộ binh Wilhelm Wegener, 17 tháng 9 năm 1943 – Ngày 24 Tháng 9, 1944
Trung tướng Hans Boeckh-Behrens, 24 tháng 9 năm 1944 – Ngày 24 Tháng 10, 1944
Tướng Sơn cước Friedrich-Jobst Volckamer von Kirchensittenbach, 25 tháng 10 năm 1944 – Ngày 11 Tháng 4, 1945